# エリートジャック!!
『エリートジャック!!』は、いわおかめめによる日本の漫画作品。

## 概要
『ちゃお』（小学館）、『ちゃおデラックス』（同）にて2012年から不定期連載。成績で全てが決められるエリート高校に彼氏を追って入学した少女、相川ユリアが巻き起こす学園コメディ。
2014年9月号の付録DVD「ちゃおちゃおTV!」にはOVAが収録されている。

## 物語の背景
- 勉強の成績によって生徒の全ての価値が決まるオメガ高校。成績上位者のみ入ることができる生徒会委員になると、様々な権限を行使できる。
- 特に生徒会長の権威は絶大で、授業参観の場所を教室からドームに変えることもできるほど（表向きは「理事長と交渉する権限が与えられる」という設定だが、作中で理事長が拒否権を発動した場面はない）。

## あらすじ
エリートだけが集う名門高校、オメガ高校。そこでは、テストの成績が全てで様々なことが成績のランクで決められており、その生徒会は、テストの成績上位者の集まりで、特に生徒会長は絶大な権力を持つことができる。そんなエリート校に入学してきた相川ユリアは、楽しいことや彼氏のシュリが好きな一見ごく普通の少女だが、実はあらゆるテストでトップ成績の天才少女だった。ユリアはあっという間に会長の座につき、学校生活を楽しく改善しようと様々な手段を試みる。

## 登場人物
登場人物の名前の由来は主に歴史上の著名人や偉人から、学校名はオメガやアルファ、オミクロン等のギリシャ文字からとっている。
※声はOVAのもの。

### オメガ高校の生徒・関係者
相川 ユリア（あいかわ ユリア）
声 - 堀江由衣
この作品の主人公。1年生。
小学校・中学校共に全国テストで連続トップの成績を誇り、オメガ高校の入試も満点で首席合格した。
父は大学の理学部理学科の教授で、彼女の才能は父の自由な教育方針によって引き出された。校内学力テストで満点を取り、新生徒会長になる。
天才ではあるが決してガリ勉ではなく、自由奔放で明るい性格。成績が悪くいじめられていた当麻（後述）を助けるなど正義感の強い面もあり、友達も多い。
知り合い（特に女友達）に「当麻っち」「ヒカるん」などの愛称をつけて呼ぶことが多い。
英語や中国語、エジプト語など数か国の言語を話すことができるほか、動物ともコミュニケーションを取ることができる。
愛や人生について語る際、歴史上の著名人の言葉を引用することが多く、彼女の毎回の決めゼリフになっている。
あることで新理事長・ゆずきの逆鱗に触れて退学処分になってしまうが、直後に理事長室に侵入し、退学の書類を改ざんして海外留学に行っていた。
普段は自由でハチャメチャな行動もあってあまり気づかれてなかったが、一時期清楚系にイメージチェンジした際、普通にしていればかなりの美少女だったと周りに驚かれた。
2月11日生まれで血液型はB型。好きな教科は理科、体育。名前の由来はアルベルト・アインシュタインとユーリイ・ガガーリンから。
江原 シュリ（えはら シュリ）
声 - 寺崎裕香
1年生。
江原探偵所の長男で、ユリアの彼氏。
中学時代、ユリアの成績の秘密を探るために彼女に近付いたが、まっすぐなユリアに惹かれて交際を始める。しかしいつもユリアのフォローをしており、「ユリアのオカン化」していることを気にしている。
将来の夢は弁護士で、法律の知識が豊富。ユリアを潰すゆずきの策略で、彼の付き人を務めることになってしまうが、その後ユリアが学校を楽しくするために理事長マネーをばらまくなど暴走したことで元に戻り、ユリアの元へ帰ってきた。
10月15日生まれで血液型はB型。好きな教科は社会。名前の由来は江原素六から。
野口 秀一朗（のぐち しゅういちろう）
声 - 浜田洋平
3年生。
政治家の息子で、オメガ高校の生徒会長だったが、ユリアの出現で首席の座を奪われ、副会長に降格した。
ユリアと対照的に徹底した成績至上主義の冷酷な性格で、自分を生徒会長の座から落としたユリアを憎んでいる。自由奔放で問題ばかり起こすユリアを何とか生徒会長の座から引きずり下ろそうとするものの、なかなかうまくいかない。
当初は暴力的な性格だったが、アルファ高の間宮倫子（後述）と出逢ってから雰囲気がやや丸くなり、倫子から家庭教師を依頼された際は、学校の勉強をよりわかりやすくするために雑学を用いたりして、親身に勉強を教えたりしていた。加賀里からの第一印象は「意地悪そうなイメージ」とのこと。
4月4日生まれで血液型はA型。好きな教科は国語、数学、理科、社会、古文。名前の由来は野口英世から。
当麻 エリ（とうま エリ）
声 - 桜咲千依
1年生。
おとなしい性格の少女で、校内成績が最下位のためにいじめられ自信をなくしていたが、ユリアに助けられ彼女やシュリたちと親しくなってからは少しずつ雰囲気が明るくなり、成績も上昇している。
本人は気付いていないが、ひそかに男子生徒たちからの人気が高く、ユリアの力でイメージチェンジしてから人気が集まっている様子。テレビ局の見学に行った際、スカウトの名刺を数十枚もらっていた。
9月7日生まれの血液型はA型。好きな教科は数学、美術、家庭科。名前の由来はトーマス・エジソンから。
太宰 ヒカル（だざい ヒカル）
声 ‐ 臼井晴菜
生徒会会計。
カラオケ店の店長の娘で、他の生徒たちと比べてエリートの家庭とは言えないことにコンプレックスを抱いていたが、父の正体が伝説の人気バンド「ゴールデンシュタイン」の元ボーカル・太宰 宝（だざい たから）であることが判明し、父への敬意を取り戻した。父譲りの絶対音感の持ち主。
野口と同じ成績至上主義のまじめな性格で、ユリアが新生徒会長に就任してからも基本野口に肯定しているが、自身や（野口を除く）他の生徒会メンバーもユリアのハチャメチャな発案に思わず乗せられてしまうことがある。
1月30日生まれで血液型はAB型。好きな教科は理科、音楽。名前の由来は太宰治から。
福澤 ゆずき（ふくざわ ゆずき）
声 - 石田彰
2年生。
福澤財閥の御曹司で、オメガ高校の新理事長。非常に自己中心的な性格で、自分に歯向かってくるユリアを潰そうとしている。
もとはオメガ高校の外部から編入したらしいが、彼がどのような手段で新理事長になったのか、前の理事長がどこへ行ったのかは何も説明されていない。
理事長に就任してからは、生徒がもっと勉学にはげむために最先端の設備投資をしたが、それが仇になったことがある。また、人に騙されやすく、イナミの策略でオメガ高校を廃校の危機にさらしたことがある。
無断で理事長マネーを使ったユリアを退学処分にするが、オメガ高校の偏差値の大半はユリアの成績で成り立っていたため、そのことを後悔する。
ある騒動以降からはユリアに対する考えを改め、ユリアの行動に協力的になる。
名前の由来は福沢諭吉から。
相川 加賀里（あいかわ かがり）
声 - 佐々木望
ユリアの父親で、次のノーベル賞候補と噂されるほど優秀な科学教授であり、メディアに出演するほどの有名人。
自宅で実験をしていることが多い模様。
相川 明日花（あいかわ あすか）
加賀里の妻であり、ユリアの母親。
天文学の研究をしており、ニューヨークで父娘と離れて暮らしている。
見た目が小柄で若い容姿なため、秀一朗ら生徒会もデジャヴだと驚かされていた。彼女も歴史上の人物の名言を引用しており、それがユリアの決めゼリフとしても使われている。
桐上 ふね（きりじょう ふね）
熱中症で亡くなり、幽霊として現れたオメガ高校の元生徒。
前理事長とは同級生だったらしい。
川端（かわばた）
オメガ高校の卒業生で、野口の先輩。
2年連続生徒会長をつとめた秀才で、オメガ校開校以来の天才と言われていた。しかし、大学に進学したものの自分の論文が他人に盗用され、大学側もそれを認めたが黙認してくれと言われショックを受ける。結局退学を余儀なくされ、自分を捨てた大人たちへの復讐を考え、当麻やユリアの退学届を偽装する等でオメガ高校のハイジャックを計画するが、ユリアら生徒会に捕獲される。
野口と似た容姿をしている。名前の由来は川端康成から。

### アルファ高校の生徒・関係者
間宮 倫子（まみや りんこ）
アルファ高校の生徒で、ファッション誌の読者モデルをしている美少女。
オメガ高校を勉強だけが取り柄の古い学校と侮辱し、執拗ないやがらせをするようになる。
名前の由来は間宮林蔵から。
間宮局長
倫子の父親で、テレビ局の局長をしている。下の名前は不明。
教育熱心な父親で倫子の将来を期待していたが、テストで悪い成績を取った彼女に冷たい態度であしらった。その行動が、倫子のエリート嫌いの原因となった。

### オミクロン高校の生徒・関係者
新渡戸 イナミ（にとべ イナミ）
海外を拠点とした新設校、オミクロン高校の生徒会長。
自らを“真の天才”と誇り、師事しているレオナル先生（後述）に“日本を代表する天才”と呼ばれたユリアに嫉妬している。しかし何につけても集積したデータに頼ることからか、しばしば予測不能な行動を起こすユリアやオメガ高校の生徒達を相手に混乱することもある。
口癖は「アンビリーバボー」。名前の由来は新渡戸稲造から。
レオナル先生
ドイツの物理学者で、膨大なデータを元に天才を生み出す理論を新渡戸に教え、オミクロン高校設立の支援をした。
加賀里の知り合いで、ユリアとも面識がある。

### ラムダ高校の生徒
司馬 理子（しば りこ）
オメガ高校の次にエリートといわれるラムダ高校の生徒会長。
ユリアに心酔しており、彼女をラムダ高校に勧誘するべく嫌がらせをしかけていた（それが偶然、野口の嫌がらせと重なった）。オメガ高校の校内全体に爆弾（実は花火）をしかけるも、ユリアに阻止され、警察へ連行された。
その後、「ハイスクールプロジェクト」に参加する。

### ミュ高校の生徒
陸奥 かおり（むつ かおり）
各地域のエリート高校が入学生を呼び込むためにプレゼンする「ハイスクールプロジェクト」に参加した、ミュ高校の生徒会長。
ミュ高校は「自然と食」がテーマに設立された農業系の高校だったが、学力重視の生徒にはウケが悪く、ついに生徒数が48名にまで減少してしまった。
ミュ高校の評価を上げて生徒数を多く受け入れたいと思うあまりに、そのプロジェクトに参加した高校の評価を下げるための妨害工作を実行した。ユリアたちの機転のおかげでミュ高校のプレゼンは成功し、彼女らに謝罪した。
名前の由来は陸奥宗光から。
中嶋 信樹（なかじま のぶき）
ミュ高校の副生徒会長。
ミュ高校を救うため、かおりの計画に協力している。

### ゼータ高校の生徒
国木田 歩（くにきだ あゆむ）
シュリの小学生時代のクラスメイト。
前の高校に馴染めず、引きこもり生活をしていたことを心配した父親である理事長のすすめで1週間前にゼータ高校に転校してきた。しかし、転校してきた学校の居心地の悪さとクラスメイトから舐められることからシュリをゼータ高校に呼び寄せた。ところがシュリを取り戻そうとするユリアとの勝負に負け、罰ゲームでセーラー服を着せられた。実はゼータ高校唯一の女子生徒だが、男子校のため性別を隠している。
名前の由来は国木田独歩から。

## OVA
ちゃお2014年9月号より「ちゃおちゃおTV!」に収録。また、『おはスタ』第2部 スーパーライブにて第1話を同年11月3日から7日まで、第2話を同年12月22日から26日までテレビ初放送した。

### スタッフ
- 原作 - いわおかめめ
- 企画 - ちゃお編集部
- キャラクターデザイン - 斉藤香
- プロップデザイン - 山本真夕子
- 美術監督 -新田博史、清水啓一朗、平間由香
- 色彩設計 - 岡本ひろみ、岡宮志帆
- 撮影監督- 光石奈歩、木部さおり
- 編集- 笠原義宏、堀場みどり、齋藤朱里
- 音響監督 - 今泉雄一
- 音響効果 - 古谷友二
- 音響制作 - HALF H・P STUDIO
- 音楽 - 楠瀬拓哉
- 音楽協力 - OVERCOME MUSIC、シエルモンテ、小学館ミュージック&デジタル エンタテイメント
- 制作担当 - たかはしゆう
- アニメーション制作 - Wish
- 監督 - 関田修
- 制作 - 小学館集英社プロダクション
- 制作著作 - 小学館

### 主題歌
- 1話 - 3話

「Glory Days」
作詞：柚木美祐　作曲：伊秩弘将　編曲：佐久間誠
歌：palet
- 4話 - 6話

「恋するウィンク」
作詞：五十嵐桃　作曲：Aiji　編曲：spiral tunes
歌：palet

### 各話リスト
| 話数  | サブタイトル             | 脚本       | コンテ   | 演出   | 作画監督 | 収録号             |
| ----- | ------------------------ | ---------- | -------- | ------ | -------- | ------------------ |
| 第1話 | 花の高校生活!?           | 高橋ナツコ | 石平信司 | 関田修 | 斉藤香   | ちゃお2014年9月号  |
| 第2話 | 本当のともだちって?      | 高橋ナツコ | 石平信司 | 関田修 | 斉藤香   | ちゃお2014年11月号 |
| 第3話 | 天才アイドル、あらわる!? | 高橋ナツコ | 石平信司 | 関田修 | 斉藤香   | ちゃお2015年1月号  |
| 第4話 | 夏だ!海だ!勉強会!?       | 高橋ナツコ | 石平信司 | 関田修 | 斉藤香   | ちゃお2015年9月号  |
| 第5話 | 嵐を呼ぶ転入生!?         | 高橋ナツコ | 関田修   | 関田修 | 斉藤香   | ちゃお2015年12月号 |
| 第6話 | ドキドキ!雪の日デート♡   | 高橋ナツコ | 石平信司 | 関田修 | 元廣和恵 | ちゃお2016年2月号  |

## 書誌情報

### コミックス単行本
- いわおかめめ『エリートジャック!!』小学館〈ちゃおコミックス〉、既刊12巻（2021年8月26日現在）
  1. 2012年12月26日発売[3]、ISBN 978-4-09-135130-2
    - 『ちゃおデラックス』2012年春の超大増刊号 - 夏の超大増刊号、『ちゃお』2012年9月号 - 11月号初出。
    - 巻末に「モンスターランド☆」（『ちゃおデラックス』2011年冬の超大増刊号初出）収録。

  2. 2013年7月26日発売[4]、ISBN 978-4-09-135545-4
    - 『ちゃおデラックス』2013年春待ち超大増刊号、『ちゃお』2013年2月号・4月号[5] - 6月号初出。
    - 巻末に番外編（『ちゃおデラックス』2012年冬の大増刊号初出）、描き下ろしおまけまんが「エリートジャック!! 今後の需要と供給」を収録。

  3. 2013年12月25日発売[6]、ISBN 978-4-09-135716-8
    - 『ちゃお』2013年9月号 - 12月号、『ちゃおデラックス』2013年春の超大増刊号 - 初夏の超大増刊号初出。

  4. 2014年7月1日発売[7]、ISBN 978-4-09-136269-8
    - 『ちゃお』2014年3月号 - 5月号、『ちゃおデラックス』2013年夏の超大増刊号・冬の超大増刊号・2014年5月号初出。
    - 巻末に描き下ろしおまけまんが「当麻っちのアルキメデスは止まらない」収録。

  5. 2014年11月28日発売[8]、ISBN 978-4-09-136606-1
    - 『ちゃお』2014年6月号・9月号、『ちゃおデラックス』2014年春待ち超大増刊号・7月号 - 11月号初出。
    - 巻末に描き下ろしおまけまんが「当麻っちのピタゴラスな夜はカフェラッテ」収録。

  6. 2015年7月1日発売[2][9]、ISBN 978-4-09-137519-3
    - DVD付特装版（同日発売[10]）、ISBN 978-4-09-159208-8
    - 『ちゃお』2014年11月号・2015年1月号・3月号・6月号、『ちゃおデラックス』2015年1月号初出。
    - 冒頭に描き下ろしおまけまんが「これは2年前のお話…」「ユリアちゃんのお母さんはかわいい」「当麻っちの吾輩は女の子だもん♡」「芥川くんのやぶの中の中」収録。

  7. 2016年3月1日発売[11]、ISBN 978-4-09-138307-5
    - 『ちゃお』2015年9月号・12月号、『ちゃおデラックス』2015年5月号・9月号 - 2016年1月号初出。
    - 巻末に描き下ろしおまけまんが「当麻っちと芥川くんのとししゅんDX」収録。

  8. 2017年4月27日発売[12]、ISBN 978-4-09-139199-5
    - 『ちゃおデラックス』2016年5月号 - 7月号・11月号・2017年3月号 - 5月号初出。
    - 巻末に描き下ろしおまけまんが「努力日和」「暗号の謎を解け!」「野口くんの進路」収録。

  9. 2019年11月28日発売[13]、ISBN 978-4-09-870649-5
  10. 2020年1月31日発売[14]、ISBN 978-4-09-870738-6
  11. 2021年3月31日発売[15]、ISBN 978-4-09-871290-8
  12. 2021年8月26日発売[16]、ISBN 978-4-09-871465-0

### ノベライズ版
小学館ジュニア文庫（小学館）より刊行。既刊4巻+番外編既刊1巻（2015年10月28日現在）。
1. 『エリートジャック!!〜ミラクルガールは止まらない!!〜』（宮沢みゆき著） 2014年2月26日発売[17]、ISBN 978-4-09-230752-0
2. 『エリートジャック!!〜めざせ、ミラクル大逆転!!〜』（宮沢みゆき著） 2014年8月6日発売[18]、ISBN 978-4-09-230774-2
3. 『エリートジャック!!〜ミラクルチャンスをつかまえろ!!〜』（宮沢みゆき著） 2015年3月25日発売[19]、ISBN 978-4-09-230815-2
4. 『エリートジャック!!〜発令!ミラクルプロジェクト!!〜』（宮沢みゆき著） 2015年10月28日発売[20]、ISBN 978-4-09-230844-2
5. 『エリートジャック!!相川ユリアに学ぶ毎日が絶対ハッピーになる100の名言』（ちゃお編集部編） 2014年10月29日発売[21]、ISBN 978-4-09-230781-0